# Chenopodium exsuccum
Chenopodium exsuccum là loài thực vật có hoa thuộc họ Dền. Loài này được (C.Loscos) Uotila mô tả khoa học đầu tiên năm 1979.